# St. Antonius Abt (Schöppingen)

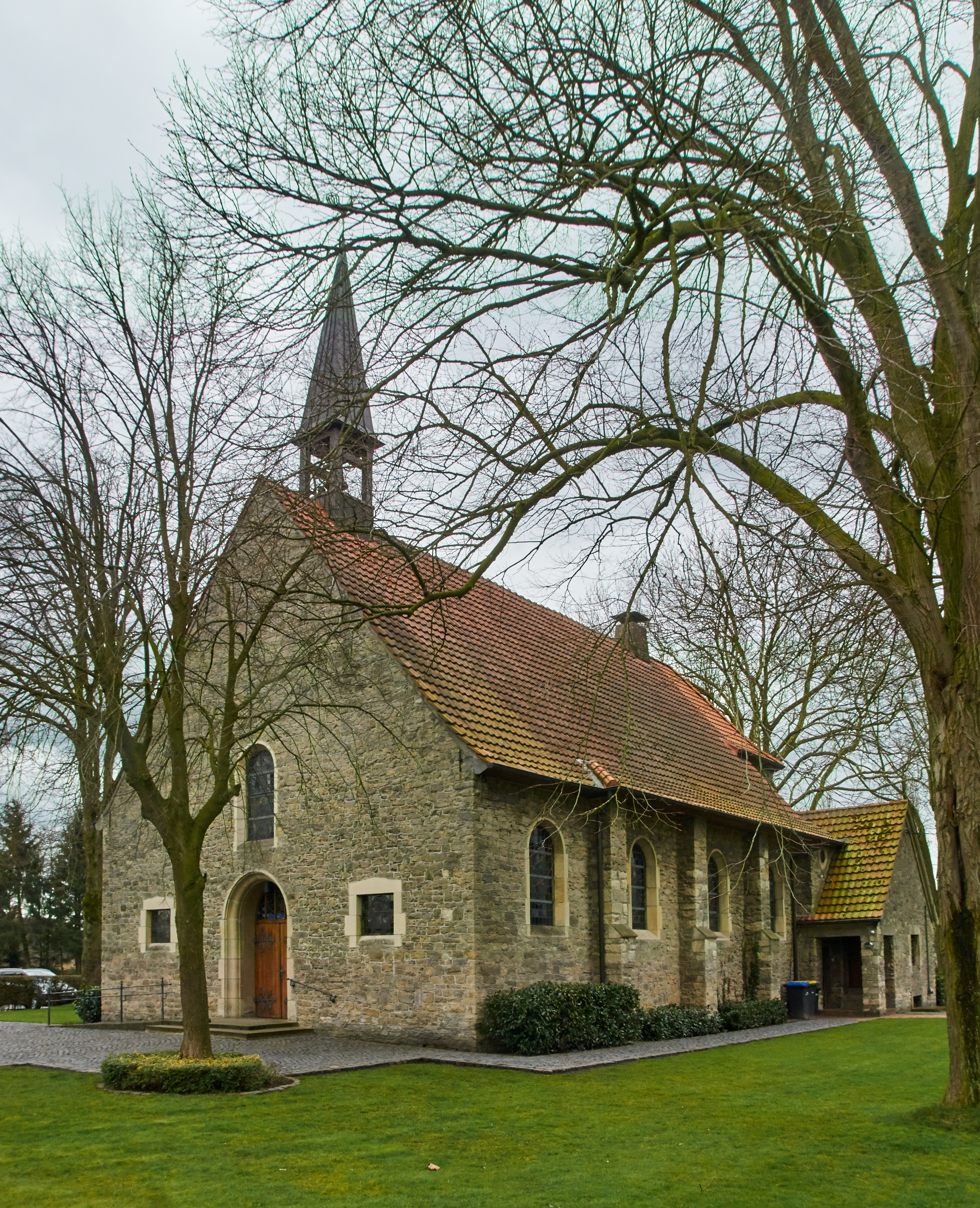
St. Antonius Abt in Gemen

Die katholische Kirche St. Antonius Abt ist ein denkmalgeschütztes Kirchengebäude im Schöppinger Ortsteil Gemen, Kreis Borken (Nordrhein-Westfalen).
Der Bruchsteinsaal wurde 1922 errichtet. Er beherbergt bemerkenswerte Holzskulpturen, darunter eine thronende Madonna mit Kind aus der Mitte des 15. Jahrhunderts. Die Figuren der Heiligen Hieronymus, Johannes des Täufers und des Antonius von Padua wurden in der zweiten Hälfte des 15. Jahrhunderts geschnitzt. Die Pietá vom Anfang des 18. Jahrhunderts wurde in jüngerer Zeit entstellend gefasst.